# T.J. Edwards
T.J. Edwards (Lake Villa, 12 agosto 1996) è un giocatore di football americano statunitense che milita nel ruolo di linebacker per i Chicago Bears della National Football League (NFL).

## Carriera

### Philadelphia Eagles
Dopo non essere stato scelto nel Draft, Edwards firmò con i Philadelphia Eagles il 9 maggio 2019. Dopo essere riuscito a entrare nel roster per la stagione regolare, disputò tutte le 16 partite, di cui 4 come titolare.
L'8 ottobre 2020 Edwards fu inserito in lista infortunati per un problema a un tendine del ginocchio subito nella settimana 4. Tornò nel roster attivo il 31 ottobre 2020. Nella settimana 8 contro i Dallas Cowboys guidò la squadra con 13 tackle e strappò il pallone al quarterback Ben DiNucci dopo un sack che fu recuperato dal compagno Rodney McLeod che lo ritornò per 53 yard in touchdown nella vittoria per 23–9. Nell'ultimo turno contro il Washington Football Team mise a segno il primo intercetto in carriera su passaggio di Alex Smith nella sconfitta per 20–14.
Durante il quinto turno contro i Carolina Panthers il 10 ottobre 2021, Edwards fece una giocata cruciale quando bloccò un punt mentre gli Eagles erano in svantaggio per 18-13 nel quarto periodo. Philadelphia vinse poi la partita per 21-18. Per questa prestazione fu premiato come miglior giocatore degli special team della NFC della settimana. Dopo una prestazione di alto livello nella settimana 11 contro i New Orleans Saints, in cui fece registrare un intercetto e un fumble recuperato, firmò un nuovo contratto annuale con gli Eagles del valore di 3,2 milioni di dollari.
Nel 2022 Edwards mise a segno un nuovo primato personale di 159 placcaggi nella stagione regolare, raggiungendo con gli Eagles il Super Bowl LVII. Il 12 febbraio 2023 partì come titolare nella finalissima ma Philadelphia fu sconfitta per 38-35 dai Kansas City Chiefs.

### Chicago Bears
Il 13 marzo 2023 Edwards firmó con i Chicago Bears.

## Palmarès
- National Football Conference Championship: 1

Philadelphia Eagles: 2022